# صيغ فييت (جذور)

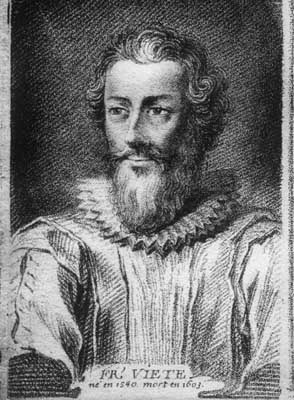

في الرياضيات، وتحديداً في الجبر يطلق اسم صيغ فييت (بالإنجليزية: Vieta's formulas)‏ على الصيغ التي تربط جذور كثير حدود ما بمعاملاته.
سميت هاته الصيغ هكذا نسبة إلى فرانسوا فييت.

## الصيغة الرياضية
لتكن متعددة الحدود التالية
{\displaystyle P(X)=a_{n}X^{n}+a_{n-1}X^{n-1}+\cdots +a_{1}X+a_{0}}
من الدرجة {\displaystyle n\geq 1}
بمعاملات عقدية (حيث المعاملات {\displaystyle a_{0},a_{1},\dots ,a_{n-1},a_{n}} هن أعداد عقدية و{\displaystyle a_{n}} لا يساوي الصفر).
حسب المبرهنة الأساسية في الجبر فإن لكثير الحدود هذا n جذرا (ليس بالضرورة أن تكون متمايزة){\displaystyle x_{1},x_{2},\dots ,x_{n}.}.
تنص صيغ فييت على ما يلي:
{\displaystyle {\begin{cases}x_{1}+x_{2}+\dots +x_{n-1}+x_{n}={\tfrac {-a_{n-1}}{a_{n}}}\\(x_{1}x_{2}+x_{1}x_{3}+\cdots +x_{1}x_{n})+(x_{2}x_{3}+x_{2}x_{4}+\cdots +x_{2}x_{n})+\cdots +x_{n-1}x_{n}={\frac {a_{n-2}}{a_{n}}}\\\vdots \\x_{1}x_{2}\dots x_{n}=(-1)^{n}{\tfrac {a_{0}}{a_{n}}}.\end{cases}}}
قد تكتب صيغ فييت، وبشكل مكافئ لما سبق، كما يلي:
{\displaystyle \sum _{1\leq i_{1}<i_{2}<\cdots <i_{k}\leq n}\left(\prod _{j=1}^{k}r_{i_{j}}\right)=(-1)^{k}{\frac {a_{n-k}}{a_{n}}},}

## مثال
من أجل المعادلة {\displaystyle P(X)=aX^{2}+bX+c} والتي هي معادلة من الدرجة الثانية فتعطي صيغ فييتة على أن جذور هذه المعادلة تحقق ما يلي:
{\displaystyle x_{1}+x_{2}=-{\frac {b}{a}},\quad x_{1}x_{2}={\frac {c}{a}}.}
الجذور {\displaystyle r_{1},r_{2},r_{3}} لمعادلة تكعيبية {\displaystyle P(x)=ax^{3}+bx^{2}+cx+d} تحقق المعادلات الثلاث التالية :
{\displaystyle r_{1}+r_{2}+r_{3}=-{\frac {b}{a}},\quad r_{1}r_{2}+r_{1}r_{3}+r_{2}r_{3}={\frac {c}{a}},\quad r_{1}r_{2}r_{3}=-{\frac {d}{a}}.}

## البرهان
يمكن البرهان على صيغ فييت بنشر المعادلة التالية:
{\displaystyle a_{n}x^{n}+a_{n-1}x^{n-1}+\cdots +a_{1}x+a_{0}=a_{n}(x-r_{1})(x-r_{2})\cdots (x-r_{n})}

## التاريخ
يعود اكتشاف هذه الصيغ، كما يدل على ذلك اسمها، إلى عالم الرياضيات الفرنسي فرانسوا فييت الذي عاش في القرن السادس عشر متوفيا في فجر القرن السابع عشر (عام 1604). لم يعمم فييت صيغه على الحالات حيث تكون الجذور سالبة. ويعتقد أن عالم رياضيات آخر، فرنسي أيضا، هو أول من فهم وعمم هذه الصيغ على جميع الحالات. يسمى هذا العالم ألبير جيرار.